# Kivipää (kulle)
Kivipää är en kulle i Finland. Den ligger i Sodankylä kommun i landskapet Lappland, i den norra delen av landet, 900 km norr om huvudstaden Helsingfors. Toppen på Kivipää är 412 meter över havet, eller 52 meter över den omgivande terrängen. Bredden vid basen är 0,85 km.
Terrängen runt Kivipää är platt åt nordväst, men åt sydost är den kuperad. Trakten runt Kivipää är nära nog obefolkad, med mindre än två invånare per kvadratkilometer.